# 鐵炮塚葉子
鐵炮塚葉子（日语：／ Teppōzuka Yōko，1964年5月7日—），日本女性配音員、演員。出身於茨城縣下館市（現茨城縣筑西市）。

## 經歷
青二Production所屬。1991年以繪本改編電視動畫《小小妖怪阿奇、柯奇、索奇》幫主角阿奇配音出道。
除了從事配音工作之外，也有參加舞台公演。此外她以前是野澤那智主宰劇團薔薇座、岸野幸正主宰劇團岸野組的團員。

## 人物、逸事
興趣：閱讀。特長：瑜珈、製作和菓子、電子琴。
《純愛手札》的試鏡本人並未參加，據稱是遇見了金月真美才決定接下這份工作。而她的知名度就是在《純愛手札》中攀升的。
在1990年代當時並沒有多重模式等龐大數量的台詞的經驗，原本認為「像電話簿這樣的腳本會出現」，卻真的被電話簿水準級的腳本震驚。一方面本人也不習慣講情感上有不同張力的台詞，因此其憤怒情緒的台詞是應音響監督的要求說出。
擁有舞台表演和芝居的經驗，但沒有演講或即興表演的經驗，雖然看起來很新鮮，但其實不擅長自由演講。
唱角色歌曲給孩子們聽對她而言是工作，但對流行音樂第一次會感到緊張。據本人的回憶中最快樂的是跟一起在《純愛手札》共演的金月真美與木綾子3人一起錄唱。

## 演出
粗體字表示主要角色。

### 電視動畫
1991年
- 快樂的嚕嚕米一家 冒險日記（雪男）
- 小小妖怪阿奇、柯奇、索奇（阿奇）
- 丸出日太夫（丸出日太夫[3]）
- 亂馬½ 熱鬥篇

1992年
- 超仙魔大戰（福笑助子）
- 麵包超人（白〈初代〉、貓美〈第2代〉）
- 超電動機械人 鐵人28號FX（トモ）

1994年
- 人小鬼大特別篇 祭滿滿！（森茂雄〈第2代〉）
- 麵包超人（キックぼうや）
- 小小男子漢（史子）

1996年
- 鬼太郎 (第4作)（西薩）

1999年
- 微星小超人（日语：ミクロマン・マグネパワーズ）（久磁祐太[4]）

2000年
- 機巧奇傳希約戰記（小鐵）

2002年
- 我們這一家（山下）
- 犬夜叉（夏嵐）

2003年
- 音速小子X（查米）

2004年
- 絢爛舞踏祭（シエ）

2005年
- 黏土動畫 太鼓之達人（和田咚、和田喀）
- 怪醫黑傑克（小椿）
- 魔法老師！（茶茶零號）

2006年
- 名偵探柯南（長部滿）

2007年
- 旁邊的兒童 我的火腿組（日语：はたらキッズ マイハム組）
- 名偵探柯南（内藤司）

2008年
- 旁邊的兒童 我的火腿組（テンドー）
- 名偵探柯南（男孩子）

2014年
- 境界觸發者（維妲諾）

2015年
- 新我們這一家（山下）

2016年
- 名偵探柯南（大野康平）
- 蠟筆小新（涼子）

### 電影動畫
1993年
- 怪博士與機器娃娃：嗯加！企鵝村的早晨（日语：Dr.スランプ アラレちゃん んちゃ!ペンギン村はハレのち晴れ）（則卷卡斯拉（日语：Dr.スランプの登場人物#則巻家）、空豆嗶助（日语：Dr.スランプの登場人物#空豆家））
- 怪博士與機器娃娃：嗯加！愛在企鵝村（日语：Dr.スランプ アラレちゃん んちゃ!ペンギン村より愛をこめて）（則卷卡斯拉）

1994年
- 怪博士與機器娃娃：吼唷唷!! 報恩的鯊魚被我帶走了…（日语：Dr.スランプ アラレちゃん ほよよ!!助けたサメに連れられて…）（則卷卡斯拉）
- 怪博士與機器娃娃：嗯加!! 緊張刺激的暑假（日语：Dr.スランプ アラレちゃん んちゃ!!わくわくハートの夏休み）（則卷卡斯拉）

1996年
- 超人力霸王公司（日语：ウルトラマンカンパニー）
- 麵包超人：飛行繪本與玻璃鞋（マリオネットちゃん）

1999年
- 微星小超人：大激戰！微星小超人VS最強戰士戈爾貢（日语：ミクロマン・マグネパワーズ#劇場版）（久磁祐太）

2001年
- 哆拉A夢：大雄與翼之勇者（的弟弟[5]）

2013年
- 豪華3鼎立！多美卡列車電影祭（日语：豪華3本立て!トミカ・プラレール映画まつり）（小T）

2014年
- 更多！多美卡列車電影祭（小T）

### OVA
1997年
- 純愛手札（朝日奈夕子）

2004年
- 名偵探柯南：柯南、基德與水晶之母（菲利浦·馬克西米利安·英格萊姆王子）

2006年
- 多美卡王國物語（日语：トミカ王国物語）（女性、隊員、接線員）

2007年
- 多美卡超級大作戰！（日语：トミカハイパー大作戦!）（教官、團幹部A、幼稚園園童、接線員[6]）

2008年
- 多美卡超級大冒險！（日语：トミカハイパー大冒険!）（隊長、T、建設員、市民）
- 魔法老師！ ～白之翼 ALA ALBA～（茶茶零號）

2009年
- 去吧！多美卡少年們（日语：レッツゴー!トミカボーイズ）（鐵男、T、被關在地下街的幼稚園園童）
- 魔法老師！ ～另一個世界～（茶茶零號）

2010年
- 去吧！多美卡少年們F5（日语：レッツゴー!トミカボーイズF5）（鐵男）

2017年
- 多美卡大作戰！（日语：トミカ大作戦!）（T）

### 遊戲
1992年
- 卒業 ～Graduation～（志村麻美〈初代〉）[注 1]

1993年
- 惡魔城X 血之輪迴（瑪莉亞·里納德）

1994年
- 純愛手札（朝日奈夕子）

1995年
- （亞妮·葛雷）
- 鬥神傳（日语：闘神伝）（艾莉絲、索菲亞）
- 鬥神傳2（艾莉絲、索菲亞）

1996年
- 純愛遊俠 ～永恆微笑～（日语：ブルーブレイカー 〜剣よりも微笑みを〜）（塔娜）
- 鬥神傳3（艾莉絲、索菲亞）
- （艾莉絲、索菲亞）

1997年
- 方塊鬥神傳（艾莉絲、索菲亞）
- 瑪莉加 ～真實的世界～（日语：マリカ 〜真実の世界〜）（羅奈）
- 龍騎士4（吉娜）[注 2]

1998年
- EVE The Lost One（日语：EVE The Lost One）
- 鬥神傳（艾莉絲、索菲亞）
- 純愛遊俠 ～喜樂與共～（塔娜）
- 秘密戰隊V（日语：ひみつ戦隊メタモルV）（高杜久留美）

2001年
- 召喚夜響曲2（日语：サモンナイト2）（由耶露）

2002年
- 命運傳奇2（露·富雷基）

2003年
- 音速小子群英會（日语：ソニック ヒーローズ）（查米）

2005年
- 青青校樹3 Hello Good-Bye（日语：グリーングリーン3 ハローグッバイ）（天神葉月）
- 音速小子暗影 The Hedgehog（查米）
- NeoGeo Battle Coliseum（日语：ネオジオバトルコロシアム）（Ai）

2006年
- 召喚夜響曲4（由耶露）

2007年
- 瑪利歐&音速小子AT 北京奧運（查米）

2009年
- 瑪利歐&音速小子AT 溫哥華奧運（日语：マリオ&ソニック AT バンクーバーオリンピック）（查米）[注 3][注 4]

2010年
- 音速小子 繽紛色彩（查米）[注 3]

2011年
- 音速小子世代 純白時空（日语：ソニック ジェネレーションズ）（查米）
- 瑪利歐&音速小子 AT 倫敦奧運（日语：マリオ&ソニック AT ロンドンオリンピック）（查米）

2016年
- 瑪利歐&音速小子 AT 里約熱內盧奧運（日语：マリオ&ソニック AT リオオリンピック）（查米）[注 5]

2017年
- 音速小子武力（查米）

2025年
- 碧藍幻想（茶茶零號）

### 外語配音

#### 電影
- 鋼琴別戀（尼斯〈吉納維維·萊蒙（英语：Genevieve Lemon）〉）

#### 電視影集
- 名揚四海（桃樂絲·R·施瓦茨〈瓦萊麗·蘭茲伯克（英语：Valerie Landsburg）〉）※TBS版。

#### 動畫
- 大力士（英语：Hercules (1998 TV series)）（小孩）

### 特攝影集
- 特搜戰隊刑事連者（2004年，的聲音）

### 廣播劇CD
- 兵蜂PARADISE（星星大人）
- 純愛手札相關（朝日奈夕子）
  - 純愛手札 Disc Collection
  - Hero
- 火焰之紋章 黎明篇／紫嵐篇（日语：ファイアーエムブレム (佐野真砂輝&わたなべ京の漫画)#ドラマCD）（席達（日语：シーダ）[7]）

### 廣告
- 多美卡系列（T）
  - 多美卡鎮（日语：トミカタウン）

### 其它
- GO！GO！ACKMAN（日语：GO!GO!ACKMAN）（天使）
- 三麗鷗角色（Kiki）
- !!（坊）
- NHK-FM 青春冒險（日语：青春アドベンチャー）「哲七冒」
- 怪傑漫畫節目！空中飛翔電台 電衛門（日语：怪傑コミック番組!空飛ぶラジオ でんえもん）（特別參演）
- ！（小T）
- Tomica Plarail影像（小T〈2007年－〉）
- 我們的超級消防1號&2號（小T[8]）
- Tomica Special DVD（小T）
- （螢）
- 81diver（的配音）
- 我們的工讀建機1號機&2號機（小T[9]）
- 多美卡喧嘩圖鑑（日语：トミカわいわいずかん）（小T）
- 來玩數位遊戲吧！和媽媽一起（日语：おかあさんといっしょ）（的配音）
- 哆啦A夢的來唱來玩吧放送局!!（太郎、園童[10]）

## 音樂作品

### 角色歌曲
| 發行日期 | 標題                                                    | 名義 | 曲名                   | 備註                                |
| 1995年   | 1995年                                                  | 1995年 | 1995年                 | 1995年                              |
| -------- | ------------------------------------------------------- | --- | ---------------------- | ----------------------------------- |
| 9月21日  | 更多！純愛手札SE                                        | 朝日奈夕子（鐵炮塚葉子） | 「」                   | 廣播節目《更多！純愛手札》相關歌曲  |
| 1996年   |                                                         | |                        |                                     |
| 12月21日 | 「純愛手札」歌唱精選輯3                                 | 朝日奈夕子（鐵炮塚葉子） | 「」                   | 遊戲《純愛手札》相關歌曲            |
| 1997年   |                                                         | |                        |                                     |
| 8月21日  | 「純愛手札」歌唱精選輯4                                 | 朝日奈夕子（鉄炮塚葉子） | 「It's my rule」       | 遊戲《純愛手札》相關歌曲            |
| 8月21日  | 「純愛手札」歌唱精選輯4                                 | 朝日奈夕子（鉄炮塚葉子） | 「」                   | 遊戲《純愛手札》相關歌曲            |
| 8月21日  | 「純愛手札」歌唱精選輯4                                 | 藤崎詩織（金月真美）、清川望（木綾子）、朝日奈夕子（鉄炮塚葉子）                                                                      | 「」                   | 遊戲《純愛手札》相關歌曲            |
| 8月21日  | 「純愛手札」歌唱精選輯4                                 | 純愛手札All-Stars | 「」                   | 遊戲《純愛手札》相關歌曲            |
| 11月21日 | 純愛手札 FANTASTIC 聖誕派對                             | 館林見晴（菊池志穂）、朝日奈夕子（鐵炮塚葉子） with 光輝合唱團                                                                        | 「」                   | 遊戲《純愛手札》相關歌曲            |
| 1998年   |                                                         | |                        |                                     |
| 3月27日  | 「純愛手札」歌唱精選輯6 ～FINAL                         | 朝日奈夕子（鐵炮塚葉子） | 「」                   | 遊戲《純愛手札》相關歌曲            |
| 4月22日  | 秘密戰隊V 歌唱精選輯                                    | 高杜久留美（鐵炮塚葉子） | 「」                   | 遊戲《秘密戰隊V》相關歌曲           |
| 2000年   |                                                         | |                        |                                     |
| 9月21日  | 純愛手札2 Substories ～Dancing Summer Vacation～ 原聲帶 | 朝日奈夕子（鐵炮塚葉子） | 「」                   | 遊戲《純愛手札》相關歌曲            |
| 2004年   |                                                         | |                        |                                     |
| 9月23日  | 純愛手札 10th Anniversary                               | 朝日奈夕子（鐵炮塚葉子） | 「Good bye-yesterday」 | 遊戲《純愛手札》相關歌曲            |
| 9月23日  | 純愛手札 10th Anniversary                               | 虹野沙希（菅原祥子）、朝日奈夕子（鐵炮塚葉子）、早乙女優美（吉木久凜）                                                                | 「」                   | 遊戲《純愛手札》相關歌曲            |
| 2008年   |                                                         | |                        |                                     |
| 10月1日  | 哆啦A夢的來唱來玩吧放送局!!                             | 哆啦A夢（水田山葵）、美代（神田朱未）、太郎（鐵炮塚葉子）、勝（日比愛子）                                                             | 「」                   | 電視動畫《哆啦A夢》相關歌曲         |
| 10月1日  | 哆啦A夢的來唱來玩吧放送局!!                             | （鐵炮塚葉子）、（私市淳）、（菅沼久義）                                                                                              | 「」                   | 電視動畫《哆啦A夢》相關歌曲         |
| 10月1日  | 哆啦A夢的來唱來玩吧放送局!!                             | 廁所王子（伊倉一惠）、拖鞋3人（笠原留美、前田愛、今野宏美）、美代（神田朱未）、太郎（鐵炮塚葉子）、勝（日比愛子）                     | 「」                   | 電視動畫《哆啦A夢》相關歌曲         |
| 10月1日  | 哆啦A夢的來唱來玩吧放送局!!                             | 美代（神田朱未）、太郎（鐵炮塚葉子）、勝（日比愛子）                                                                                  | 「」                   | 電視動畫《哆啦A夢》相關歌曲         |
| 10月1日  | 哆啦A夢的來唱來玩吧放送局!!                             | 哆啦A夢（水田山葵）、（神田朱未）、太郎（鐵炮塚葉子）、勝（日比愛子）                                                                 | 「」                   | 電視動畫《哆啦A夢》相關歌曲         |
| 10月1日  | 哆啦A夢的來唱來玩吧放送局!!                             | 胖虎（木村昴）、小夫（關智一）、美代（神田朱未）、園童（鐵炮塚葉子、金田朋子）                                                        | 「」                   | 電視動畫《哆啦A夢》相關歌曲         |
| 10月1日  | 哆啦A夢的來唱來玩吧放送局!!                             | 大雄（大原惠）、靜香（嘉數由美）、胖虎（木村昴）、小夫（關智一）、美代（神田朱未）、園童（鐵炮塚葉子、金田朋子）                      | 「」                   | 電視動畫《哆啦A夢》相關歌曲         |
| 10月1日  | 哆啦A夢的來唱來玩吧放送局!!                             | 大雄（大原惠）、靜香（嘉數由美）、美代（神田朱未）、園童（鐵炮塚葉子、金田朋子）                                                      | 「」                   | 電視動畫《哆啦A夢》相關歌曲         |
| 10月1日  | 哆啦A夢的來唱來玩吧放送局!!                             | 哆啦A夢（水田山葵）、大雄（大原惠）、靜香（嘉數由美）、胖虎（木村昴）、小夫（關智一）、美代（神田朱未）、園童（鐵炮塚葉子、金田朋子） | 「」                   | 電視動畫《哆啦A夢》相關歌曲         |
| 10月1日  | 哆啦A夢的來唱來玩吧放送局!!                             | 哆啦A夢（水田山葵）、大雄（大原惠）、靜香（嘉數由美）、胖虎（木村昴）、小夫（關智一）、太郎（鐵炮塚葉子）                             | 「」                   | 電視動畫《哆啦A夢》相關歌曲         |
| 10月1日  | 哆啦A夢的來唱來玩吧放送局!!                             | 哆啦A夢（水田山葵）、大雄（大原惠）、旁白（神田朱未、鐵炮塚葉子）                                                                     | 「」                   | 電視動畫《哆啦A夢》相關歌曲         |
| 10月1日  | 哆啦A夢的來唱來玩吧放送局!!                             | 靜香（嘉數由美）、小夫（関智一）、旁白（神田朱未、鐵炮塚葉子）                                                                        | 「」                   | 電視動畫《哆啦A夢》相關歌曲         |
| 10月1日  | 哆啦A夢的來唱來玩吧放送局!!                             | 靜香（嘉數由美）、鐵炮塚葉子 | 「」                   | 電視動畫《哆啦A夢》相關歌曲         |
| 2011年   |                                                         | |                        |                                     |
| －       | －                                                      | 小T（鐵炮塚葉子）、小鐵（崎遙香） | 「」                   | 《多美卡Plarail 錄影帶 2011》插入歌 |
| 2012年   |                                                         | |                        |                                     |
| －       | －                                                      | 小T（鐵炮塚葉子） | 「」                   | 《多美卡Plarail 錄影帶 2012》插入歌 |
| 2013年   |                                                         | |                        |                                     |
| －       | －                                                      | 小T（鐵炮塚葉子） | 「」                   | 《多美卡Plarail DVD 2013》插入歌    |
| －       | －                                                      | 小T（鐵炮塚葉子） | 「」                   | 《多美卡Plarail DVD 2013》插入歌    |
| 2015年   |                                                         | |                        |                                     |
| －       | －                                                      | 小T（鐵炮塚葉子） | 「行進曲」             | DVD《多美卡喧嘩圖鑑》片頭主題曲     |
| －       | －                                                      | 小T（鐵炮塚葉子） | 「」                   | 玩具《多美卡》相關歌曲              |
| 2017年   |                                                         | |                        |                                     |
| －       | －                                                      | 小T（鐵炮塚葉子） | 「」                   | 玩具《多美卡》相關歌曲              |
| －       | －                                                      | 小T（鐵炮塚葉子） | 「DX」                 | 《多美卡Plarail DVD 2017》插入歌    |
| －       | －                                                      | 小T（鐵炮塚葉子） | 「」                   | 《多美卡Plarail DVD 2017》插入歌    |
| －       | －                                                      | 小T（鐵炮塚葉子） | 「」                   | OVA《多美卡大作戰！》片頭主題曲     |
| －       | －                                                      | 小T（鐵炮塚葉子）、小鐵（崎遙香） | 「」                   | 玩具《Plarail》相關歌曲             |

## 腳註

## 外部連結
- 鐵炮塚葉子｜青二Production （页面存档备份，存于） （日語）